# مرج دابق (حلب)
مرج دابق سهل شمال حلب في سورية. وقرية دابق من القرى التاريخية التابعة لناحية أخترين وهي تقع شمال مدينة حلب على مسافة 45 كم وتبعد عن الحدود التركية حوالي 15 كم تقريباً. نزل بها الخليفة سليمان بن عبد الملك عندما أرسل أخاه مسلمة بن عبد الملك لفتح القسطنطينية وتوفي فيها. خلفه فيها الخليفة العادل عمر بن عبد العزيز قبل أن يتوجه إلى حمص. يوجد فيها قبر سليمان بن عبد الملك والتابعي عبد الله بن مسافع. وقعت فيها معركة عظيمة بين العثمانيين بقيادة سليم الأول والمماليك بقيادة قانصوه الغوري عام 1516. انتصر فيها العثمانيون ومنها دخلوا الوطن العربي حيث دام حكمهم 400 عام لغاية 1918 عند انتهاء الحرب العالمية الأولى ووقوع البلاد تحت الانتدابين الفرنسي و الإنكليزي. 
تقع على سهل واسع وخصيب وتشتهر بالزراعة وخصوصاً الحبوب. عدد سكانها يبلغ 6650